# Xanthorhoe obsoleta
Xanthorhoe obsoleta är en fjärilsart som beskrevs av Louis Beethoven Prout 1939. Xanthorhoe obsoleta ingår i släktet Xanthorhoe och familjen mätare. Inga underarter finns listade i Catalogue of Life.